# Welzow
Welzow (en bas sorabe: Wjelcej) est une ville du district de Spree-Neisse, au sud du Land de Brandebourg, en Allemagne. Elle est située à 16 km au nord-ouest de Hoyerswerda et à 23 kilomètres au sud-ouest de Cottbus.